# Torneo ABCS 2018
Il Torneo ABCS 2018 (2018 ABCS Tournament) sarebbe dovuta essere la sesta edizione del Torneo ABCS, competizione calcistica per nazioni caraibiche di lingua olandese. La competizione si sarebbe dovuta svolgere ad Aruba dall'11 maggio al 13 maggio 2018 e prevedeva la partecipazione di quattro squadre: Aruba, Bonaire, Curaçao e Suriname.
Tuttavia questa edizione non si è disputata per il ritiro di Curaçao a seguito dell'ufficializzazione del calendario delle Qualificazioni alla CONCACAF Nations League 2019-2020.

## Formula
- Qualificazioni

Nessuna fase di qualificazione. Le squadre sono qualificate direttamente alla fase finale.
- Fase finale

Fase a eliminazione diretta - 4 squadre, giocano partite di sola andata. La vincente si laurea campione.